# Digitalis obscura
Digitalis obscura är en lejongapsväxtart. Digitalis obscura ingår i släktet fingerborgsblommor, och familjen lejongapsväxter.

## Underarter
Arten delas in i följande underarter:
- D. o. laciniata
- D. o. obscura

## Bildgalleri

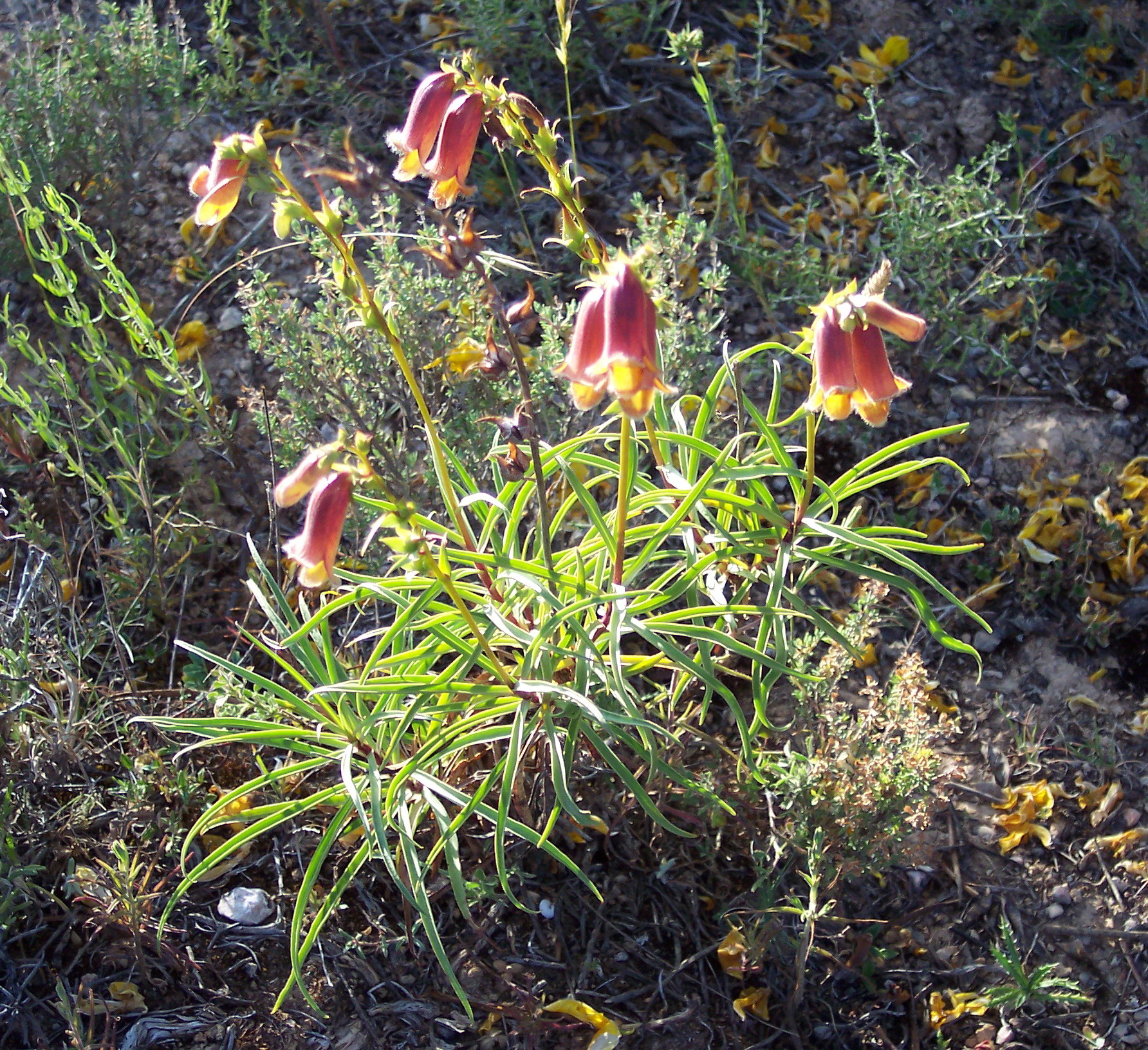
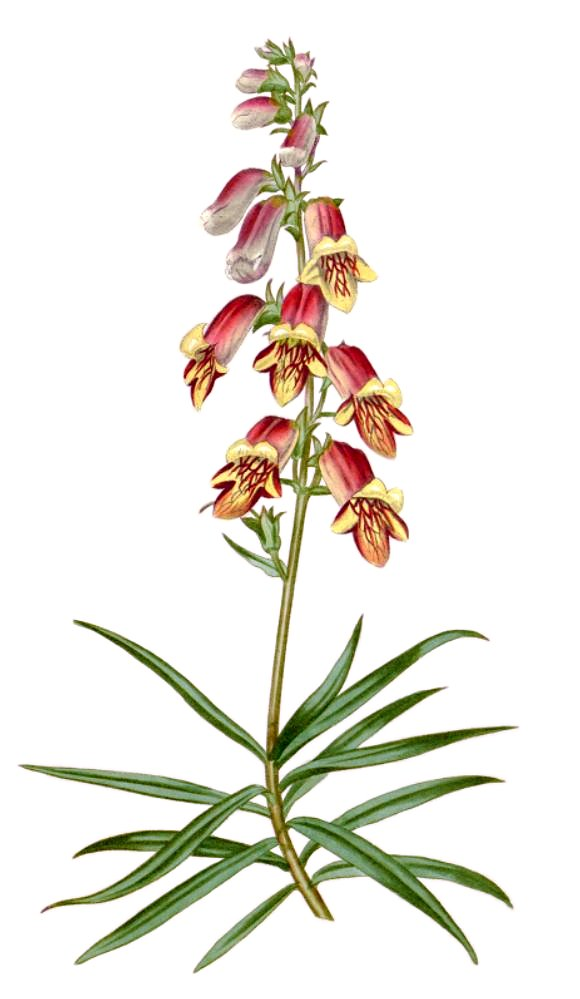
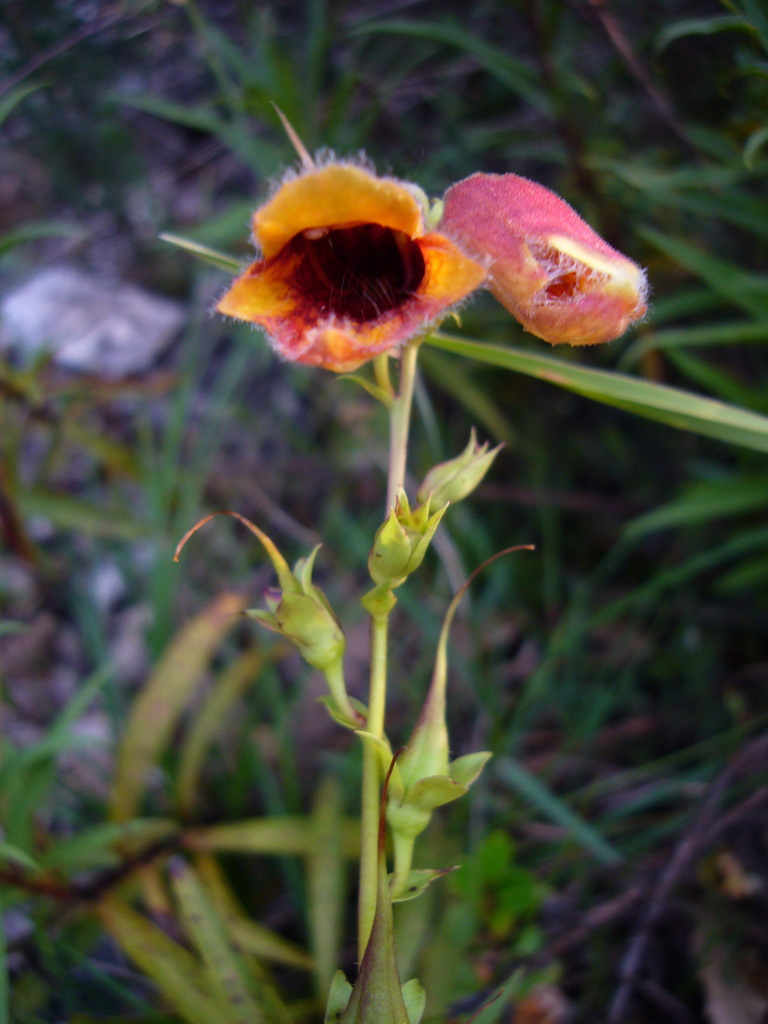